# Diastylis jonesi
Diastylis jonesi är en kräftdjursart som beskrevs av Daniel Reyss 1972. Diastylis jonesi ingår i släktet Diastylis och familjen Diastylidae. Inga underarter finns listade i Catalogue of Life.